# Шайхантахурский район
Шайхантахурский район (узб. Shayxontohur tumani / Шайхонтоҳур тумани) — административно-территориальная единица города Ташкента. Расположен в северо-западной части столицы. Современная (2023) площадь — 2717 гектаров, население — 286,4 тысяч человек.

## История
Район образован 29 ноября 1929 года под названием Октябрьский. 08 мая 1992 года получил название  Шайхантахурский  в память о Шейх Ховенди ат-Тахуре, одном из известных ученых Мавераннахра.

## Расположение и границы
На севере Шайхантахурский район граничит с Алмазарским районом, на северо-востоке и востоке — с Юнусабадским районом, на юге — с Чиланзарским и Яккасарайским районами, на западе — с Учтепинским районом. С северо-запада Шайхантахурский район ограничен Ташкентской кольцевой автомобильной дорогой и граничит с Зангиатинским районом Ташкентской области.
Граница с Алмазарским районом пролегает по улицам Фараби, Беруний и улице Себзар.
Граница с Юнусабадским районом проходит вдоль канала Анхор и Малой кольцевой автомобильной дороге.
Граница с Чиланзарским и Яккасарайским районами проходит вдоль улиц Богистон, Сеульской, проспектов Бунёдкор и Ислама Каримова. На юге вдоль с границей с Чиланзарским районом по территории Шайхантахурского района протекает канал Актепа и расположена Актепинская ГЭС.
Граница с Учтепинским районом проходит по улице Истирохат и Малой кольцевой автомобильной дороге.

## Физическая география
По территории Шайхантахурского района протекают каналы Калькауз, Джангоб, Нижний Бозсу, Кукча, Чорсу и Чукаркуприк.

## Транспорт
На территории района расположены станции метро Чиланзарской линии — «Миллий бог», «Дружба Народов», «Пахтакор», а также Узбекистанской линии — «Алишера Навои», «Гафура Гуляма», «Чорсу», «Тинчлик» и «Беруни».

## Объекты культурного наследия
| Название                           | Время постройки | Адрес                                                   |
| Медресе Кукельдаш                  | XVI век         | ул. Навои, 46                                           |
| Мавзолей Шейха Зайнутдина-бобо     | XIII — XIV вв.  | ул. Маннон Уйгура. Действующее кладбище Зайнутдина Бобо |
| Мавзолей Нуриддина Бобо            | XVI век         | ул. Самарканд дарбаза, 105                              |
| Соборная мечеть «Ходжа Аламбардор» | XIX век         | ул. Казиработ                                           |
| Мавзолей Шейха Ховенди ат-Тахура   | XV — XX вв.     | улицы Навои и Абдуллы Кадыри                            |
| Мавзолей Сузукота                  | XVI век         | ул. Сузукота, 48                                        |
| Мавзолей Кохота                    | XIX век         | ул. Кохота, 17                                          |

## Культура и образование
На территории Шайхантахурского района действуют Национальный Академический Драматический Театр Узбекистана, Узбекский национальный академический драматический театр, Молодёжный театр Узбекистана, Театр сатиры, Дворец искусств, цирк, 3 кинотеатра, 3 музея, дворец «Узкургазмасавдо», семь домой и дворцов культуры, 22 общественные библиотеки, стадион «Пахтакор», спорткомплекс «ЖАР», парк отдыха, Институт социальных исследований при Кабинете Министров Республики Узбекистан, Ташкентский исламский университет, Ташкентский химико-технологический институт, Высший военный таможенный институт, Ташкентский архитектурно-строительный институт, гостиницы «Турон» (ныне переименована в гостиницу «Ramada Tashkent»), «Хадра», «Ёшлик», «Лабзак».